# توربرن برغمان

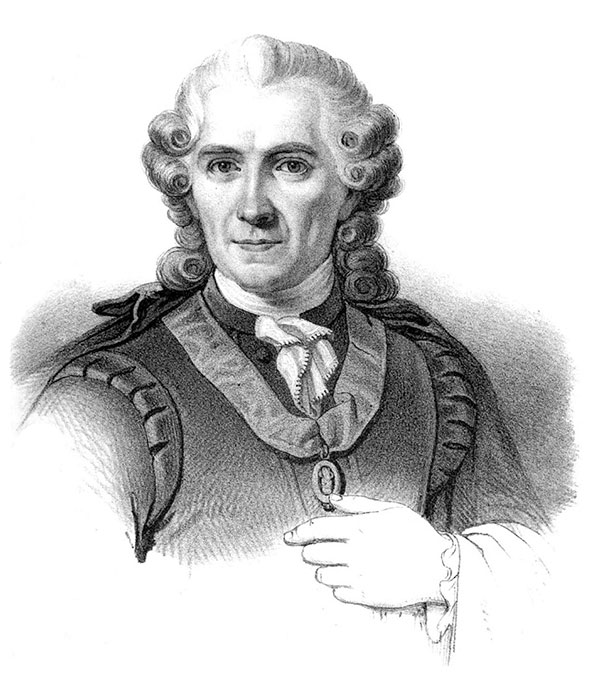
توربرن برغمان

توربرن برغمان (بالسويدية Torbern Bergman) هو كيميائي وعالم معادن سويدي عاش بين 20 مارس/آذار 1735 و 8 تمّوز/يوليو 1784.

## حياته
ولد توربرن برغمان عام 1735، والتحق بجامعة أوبسالا عندما كان في السابعة عشر من عمره. كان والده بارثولد يتمنّى له دراسة الحقوق أو العلوم الدينية، في حين أنّه كان يرغب بدراسة الرياضيّات أو العلوم الطبيعيّة. أصيب بوعكة صحّيّة أبعدته عن الدراسة، كان خلالها يسلّي نفسه بعلم النبات وعلم الحشرات، حيث انّه أرسل إلى كارولوس لينيوس عيّنات جديدة من عدّة حشرات. عاد توربرن إلى الجامعة في عام 1758، وحاز على لقب الدكتوراة بعد ذلك.
درّس برغمان الفيزياء والرياضيّات، ثم أصبح بروفيسور في الكيمياء وعلم المعادن بعد استقالة يوهان غوتشالك فاليريوس Johan Gottschalk Wallerius.

## أعماله
يعرف توربرن برغمان بعمله Dissertation on Elective Attractions الذي أصدره عام 1775 والحاوي على جداول فيها قيم الألفة الكيميائيّة.
كان برغمان من أوائل العلماء الذين استخدموا الأحرف الأبجديّة للإشارة إلى الأنواع الكيميائيّة، وله إسهامات في مجال التحليل الكمّي، وله أبحاث في كيمياء الفلزّات، وخاصّةً كيمياء البزموت والنيكل، كما طوّر تصنيفاً للمعادن حسب خصائصها الكيميائيّة ومظهرها الخارجي.

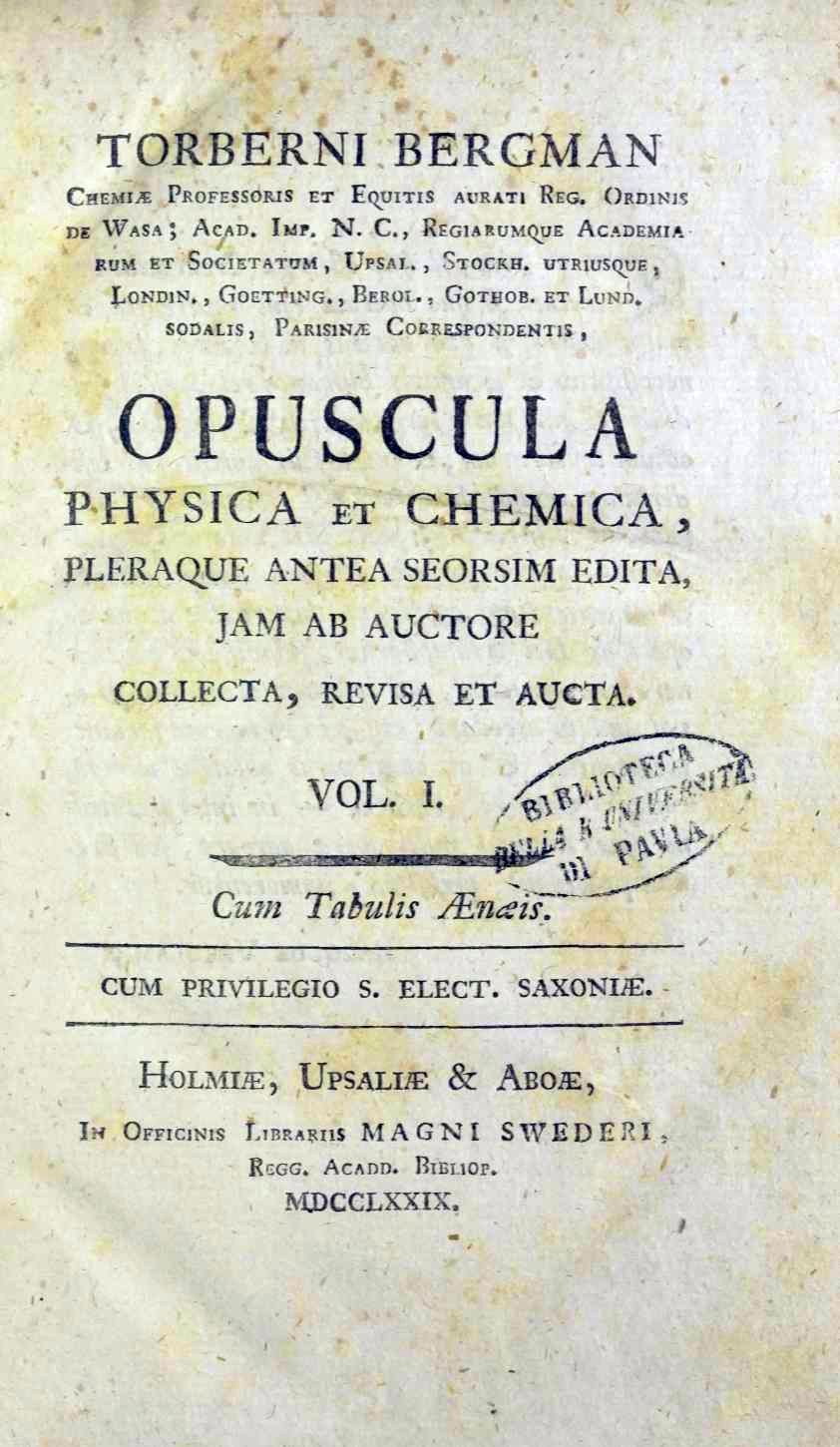
Opuscula physica et chemica, 1779

## التقدير
في سنة 1764، انتخب برغمان كعضو في الأكاديميّة الملكيّة السويديّة للعلوم، كما انتخب سنة 1765 كزميل في الجمعيّة الملكيّة في لندن.
يعرف توربرن برغمان بدعمه للعالم كارل فلهلم شيله، حيث كان هو من اكتشفه ودعمه في بداياته.
تقديراً لإنجازاته ينسب إليه اسم المعدن توربرنيت، والفوّهة القمريّة برغمان.

## أعماله
- A Dissertation on Elective Attractions. 1775. مؤرشف من الأصل في 2014-09-04.
- Essays, Physical and Chemical. 1779–1781.
- Physick Beskrifning Ofver Jordklotet. 1766.